# Christian Baldauf
Christian Baldauf (ur. 9 sierpnia 1967 w Frankenthalu) – niemiecki polityk i prawnik, działacz Unii Chrześcijańsko-Demokratycznej (CDU), poseł do landtagu Nadrenii-Palatynatu, od 2022 przewodniczący CDU w Nadrenii-Palatynacie.

## Życiorys
W 1986 roku zdał egzamin maturalny w Albert-Einstein-Gymnasium w Frankenthalu, po czym odbył zasadniczą służbę wojskową (1986–1987). W latach 1987–1991 studiował prawo i administrację na uniwersytetach w Mannheim i Heidelbergu. W 1991 roku złożył pierwsze państwowe egzaminy prawnicze, a po pracy jako asystent naukowy posłanki Marii Böhmer (1993–1994) zdał drugie egzaminy w 1994 roku. Od 1995 roku pracuje jako adwokat i specjalista w dziedzinie prawa pracy w Frankenthalu.
Do CDU wstąpił w 1983 roku. W latach 1992–1996 pełnił funkcję przewodniczącego Junge Union w powiecie Frankenthal. Od 1994 zasiada w radzie miejskiej Frankenthalu, a od 2000 był jej wiceprzewodniczącym z ramienia CDU. W 1999 został przewodniczącym CDU w Frankenthalu oraz członkiem zarządu okręgu CDU Rheinhessen-Pfalz. W 2000 dołączył do federalnego komitetu statutowego partii i został członkiem federalnej komisji ds. statutu CDU.
Mandat deputowanego do landtagu Nadrenii-Palatynatu objął 18 maja 2001 roku. W 2006 roku wszedł w skład zarządu federalnego CDU. W latach 2006–2010 kierował CDU w Nadrenii-Palatynacie, a od 2006 do 2011 był także przewodniczącym frakcji CDU w landtagu. W okresie 2010–2022 pełnił funkcję zastępcy przewodniczącego CDU w landzie. W latach 2011–2018 był pierwszym zastępcą przewodniczącego frakcji parlamentarnej CDU w landtagu. W 2018 roku ponownie objął funkcję jej przewodniczącego, a w 2022 został przewodniczącym CDU w Nadrenii-Palatynacie.